# Jiří Družecký
Jiří Družecký (Duits: Georg Druschetzky, maar ook Giorgio Druschetzky en ook: Druzechi, Druzecky) - (Družec (of: Jemníky), Bohemen, 7 april 1745 – Boeda, Hongarije, 6 september 1819, er zijn ook bronnen die 21 juni vermelden) was een Boheems componist, kapelmeester, hoboïst en paukenist.

## Levensloop
Družecký was sinds 1762 lid van een militaire kapel van het 50e Regiment der Grenadiers, eerst in Cheb (toen: Eger), die vanaf 1771 in Wenen, in 1764 in Enns, in 1771 in Linz en sinds 1775 in Braunau gestationeerd was. Bij het leger kreeg hij een muzikale opleiding en de Regimentscommandant heeft hem persoonlijk bevorderd en hij werd zelfs militair kapelmeester. Hij studeerde ook bij de bekende Italiaanse hoboïst Antonio Besozzi. Vanaf 1777 ging hij als laatste "Heerespauker (Paukenist van het leger)" in dienst in Opper-Oostenrijk en was ook bezig in het muziekleven in de stad Linz. In 1783 vertrok hij naar Wenen en werd lid van de "Tonkünstler-Sozietät". Vanaf 1787 was hij kapelmeester in dienst van de hertog Antal Grassalkowicz von Gyarak in Bratislava (toen: Preßburg). Bij Graaf József Batthyány werkte hij vanaf 1790 als componist. In 1807 kreeg hij zijn laatste baan als componist en vanaf 1813 als muziekdirecteur aan het hof van de kunstlievende aartshertog Joseph Anton Johann, Palatin van het Koninkrijk Hongarije. 
Družecký heeft heel veel gecomponeerd en had later een tendens naar kamermuziek voor blazers. Hij heeft een uitstekende bewerking gemaakt van de Die vier Jahreszeiten en vooral de Schöpfung van Joseph Haydn voor harmonieorkest en van het Septett, op. 20 van 
Ludwig van Beethoven. Haast het hele oeuvre is in handschriften achterlaten (28 symfonieën, 150 partita's voor blaasinstrumenten, 12 strijkkwartetten, 11 missen, 2 opera's). Hij betrekt ook zeldzame instrumenten in zijn werken, zoals de draailier, de doedelzak, het hakkebord, de citer, de alpenhoorn en de xylofoon.

## Composities

### Werken voor orkest
- Concerto in D groot, voor altviool en orkest
- Concerto, voor hobo, 8 pauken en orkest
  1. Allegro spirituoso
  2. Romance: Larghetto
  3. Rondo: Allegro
- Concerto, voor 6 pauken en orkest 
  1. Allegro
  2. Andante
  3. Variazione: Allegro
- Concerto in Bes groot, voor hobo, strijkers en twee hoorns
  1. Allegro moderato "Pastorale"
  2. Adagio
  3. Allegro non molto
- Concert in F groot, voor hobo en orkest
  1. Adagio
  2. Rondo allegro
- Concert in C groot, voor hobo en orkest
- Gran Sinfonia in C groot
  1. Allegro
  2. Minuet: Allegretto
  3. Andante
  4. Rondo con variazione: Allegro
- Partita, voor 6 pauken en orkest 
  1. Allegro con brio
  2. Menuetto
  3. Adagio
  4. Rondo: Allegro con molto
- Partita in C, voor orkest
- Polonaise en variaties
- Schlachtensinfonie, voor twee orkesten en "Janitscharenmusik"
- Sinfonia in C

### Werken voor harmonieorkest
- 1784 Partita in Es groot, voor blazers
- 1784 Variaties in Bes, voor 8 blazers en contrabas
- 1800 Partita in C groot "Berdlesgarn", voor 2 hobo's, 2 klarinetten, 2 hoorns, 2 fagotten, tamboerijn
- 1802 Partita in Bes groot, voor blazers
- 1803 Fresco Hungaria, rondos voor blazers
- 1806 Marche du Général Gudon de la division française, voor blazers
- Adagio en allegro, voor 8 blaasinstrumenten
- Französische Zapfenstreich, voor blaasinstrumenten
- Marcia Ungaria, voor 8 blaasinstrumenten
- Partita Nr. 3 in Dis groot, voor 2 hobo's, 2 klarinetten, 2 hoorns en 2 fagotten 
  1. Allegro
  2. Andante
  3. Menuetto
  4. Variazioni
- Partita Nr. 4 in Es groot, voor 2 hobo's, 2 klarinetten, 2 hoorns en 2 fagotten
- Partita Nr. 6 in Es groot
  1. Allegro
  2. Menuetto Moderato
  3. Menuetto
  4. Rondo Allegro
- Partita Nr. 9 F groot
- Partita Nr. 10 F groot
- Partita Nr. 13 Bes groot
- Partita Nr. 21 G groot

### Missen, cantates en gewijde muziek
- 1804 Missa solemnis, voor solisten, gemengd koor en orkest

### Muziektheater

#### Opera's
- Mechmet

### Kamermuziek
- 1810 Quintetto F groot, voor hoorn, viool, 2 altviolen en cello
- Groot divertimento, in 32 bewegingen voor drie bassethoorns 
  1. Divertissement 1
    1. Allegretto Scherzando
    2. Menuetto
    3. Moderato
    4. Finale – Allegro

  2. Divertissement 2
  3. Divertissement 3
- Kwartet, voor bassethoorn, viool, altviool en cello
- Oboenquintett C groot
- Partita Es-groot, voor 2 klarinetten, 2 hoorns en 2 fagotten
- Partita in do maggiore, voor kleine viool, tamboerijn en blazers
- Partita in G groot "al valet", voor 2 hobo's, 2 hoorns en fagot
- Serenata voor nonet
- Sestetto, voor 2 klarinetten, 2 hoorns en 2 fagotten
- Strijkkwartet Nr. 1
- Strijkkwartet Nr. 2
- Strijkkwartet Nr. 3 in D groot
- Trios, voor 3 bassethoorns
- Verres pour boire et danser

### Werken voor slagwerk
- Stuk, voor zeven pauken
- Virtuose Werke für Pauke

## Bewerkingen van klassieke muziek
- 1812 Ludwig van Beethoven Septett Es-dur, op. 20, bewerking voor nonet van Jiří Družecký
- Ludwig van Beethoven Oktett Es groot - (»Parthia«), op. 103 bewerking voor 2 hobo's, 2 klarinetten, 2 hoorns en 2 fagotten
- Ludwig van Beethoven Rondino Es groot, für WoO 25, bewerking voor 2 hobo's, 2 klarinetten, 2 hoorns en 2 fagotten
- Joseph Haydn Die Schöpfung, Oratorium Hob.XXI, Nr.2, bewerking: Jiří Družecký voor harmoniemuziek (selectie)
  1. Die Vorstellung des Chaos und die Erschaffung des Lichtes
  2. Nun schwanden vor dem heiligen Strahle
  3. Nun beut die Flur das frische Grün
  4. Auf starkem Fittiche
  5. Von deiner Güt', o Herr und Gott
  6. Der Sterne hellster, o wie schön
  7. Schlußchor: Singt dem Herren alle Stimmen
- Wolfgang Amadeus Mozart 6 variaties over het thema «Ah, vous dirai-je, maman», KV 265, voor harmoniemuziek